# Hisao Inagaki
Hisao Inagaki (jap. 稲垣 久雄, Inagaki Hisao; * 1929 in Kōbe; † 6. Juni 2021) war ein japanischer Buddhologe und Priester der Jōdo-Shinshū – mit dem Ordensnamen Zuiō Inagaki (稲垣 瑞雄) –, der besonders durch Studien zum Amitabha-Buddhismus hervorgetreten ist.

## Leben und Wirken
Inagaki erwarb den Grad des Bachelors an der Universität Kōbe, den Grad des Masters an der Ryūkoku-Universität in Kyōto. Er ging dann nach England, wo er an der School of Oriental and African Studies der Universität London 1968 mit einer Studie über das Anantamukhanirhāradhāranīsūtra und dessen Kommentar durch Jñānagarbha ein Doktorat in buddhistischen Studien erwarb.
Von 1969 bis 1981 blieb er als Lehrer für japanischen Buddhismus an der School of Oriental and African Studies. 1981 wurde er als Professor an die Ryūkoku-Universität berufen, wo er von 1982 bis 1998 lehrte. Gastprofessuren führten ihn 1985 an die University of California in Berkeley, 1989 an University of Hawaiʻi at Mānoa und 1992 an die Universität Leiden in die Niederlande. Inagaki war wesentlich an der Gründung der International Association of Shin Buddhist Studies beteiligt, deren Präsident er von 1993 bis 2005 war. Danach war er Ehrenpräsident dieser wissenschaftlichen Gesellschaft.
Gemeinsam mit Jack Austin gründete Inagaki eine Vereinigung zum Studium des Amitabha-Buddhismus. Mit Austin und Ruth Tabrah war Inagaki auch wesentlich an der Vorbereitung zur Gründung von Komyoji in Wien beteiligt.
Inagaki legte Übersetzungen wesentlicher Werke des indischen und japanischen Buddhismus vor. Darunter befinden sich die zentralen kanonischen Texte des Amitabha-Buddhismus, der dem Philosophen Nāgārjuna zugeschriebene Kommentar zum Daśabhūmikasūtra und Shinrans Hauptwerk Kyōgyōshinshō
Darüber hinaus veröffentlichte Inagaki Nachschlagewerke zum Buddhismus Japans, zum Zen-Buddhismus und zur chinesischen buddhistischen Terminologie.
Im Rahmen der von Inagaki 1993 ins Leben gerufenen Jōdo Mandala Study Group beschäftigte er sich auch mit Studien buddhistischer Kunst.

## Werke (Auswahl)
- Index to the Larger Sukhāvatīvyūha Sūtra. A Tibetan Glossary with Sanskrit and Chinese equivalents. Nagata Bunshodo 1978
- Glossary of Zen Terms. Kyōto Nagata Bunshodo 1991
- 真宗用語英訳グロッサリー. 龍谷大学仏教文化研究所 1995
- The Way of Nembutsu-faith. A Commentary on Shinran's Shoshinge Hymn of True Faith and Nembutsu. Kōbe: Horai Association 1996